# Wehrmoor
Wehrmoor ist eine Ortslage in Schwanewede im Ortsteil Beckedorf.

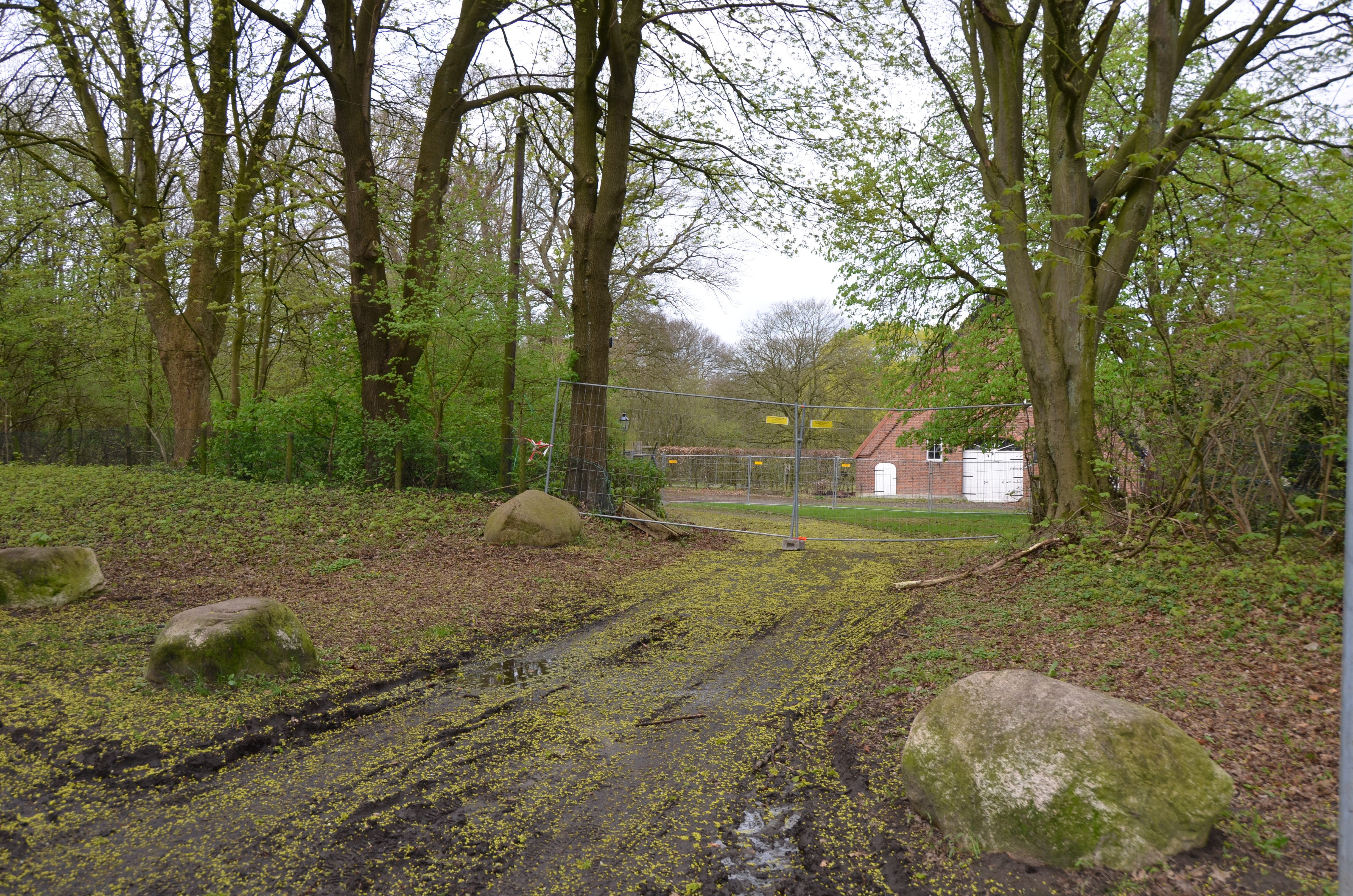
Wehrmoor (April 2014)

Die Hofstelle „Wehrmoor“ brannte im März 2014 ab. Erbaut wurde ursprünglich ein "Pagenhof" (damit ist ein Pferdehof gemeint) für die alte Burg in Blumenthal; dies war zu Beginn des 14. Jahrhunderts.